# Szent arkangyalok templom (Ruda)
A rudai Szent arkangyalok templom műemlékké nyilvánított épület Romániában, Hunyad megyében. A romániai műemlékek jegyzékében a  HD-II-m-A-03437 sorszámon szerepel.